# Heddinghauser See
Der Heddinghauser See ist ein Baggersee auf dem Gebiet der nordrhein-westfälischen Städte Delbrück und Paderborn im Kreis Paderborn in Deutschland.

## Lage und Beschreibung
Der rund 75 Hektar große und bis zu zehn Meter tiefe Heddinghauser See liegt auf einer Höhe von 90 m ü. NHN zwischen dem zu Delbrück gehörenden Ortsteil Bentfeld im Südwesten und dem Paderborner Stadtteil Sande im Nordosten, westlich der Bundesautobahn 33, südlich der Bundesstraße 64 und nördlich der Lippe.

## Nutzung
Der Heddinghauser See wird vor allem als Bade- und Angelsportgewässer genutzt. Betreut wird er vom 1964 gegründeten Angelsportverein Bielefeld e.V.
Für den See sind aktuell 17 Fischarten gemeldet: Europäischer Aal, Barsch, Bitterling, Brachse, Gründling, Hecht, Karausche, Karpfen, Kaulbarsch, Moderlieschen, Regenbogenforelle, Rotauge, Rotfeder, Schleie, Ukelei, Europäischer Wels und Zander.